# 奧斯特 (明尼蘇達州)
奧斯特（英語：Oster）是位於美國明尼蘇達州卡弗縣好萊塢鎮區及賴特縣伍德蘭鎮區的一個非建制地區。

## 地理
奧斯特所處的海拔為高於海平面303米（即994英呎），而該地所採用的時區為UTC-6，即北美中部時區（CST）。同時該地設有夏令時間，為UTC-6調快一小時，即UTC-5（CDT）。